# Leopoldo López

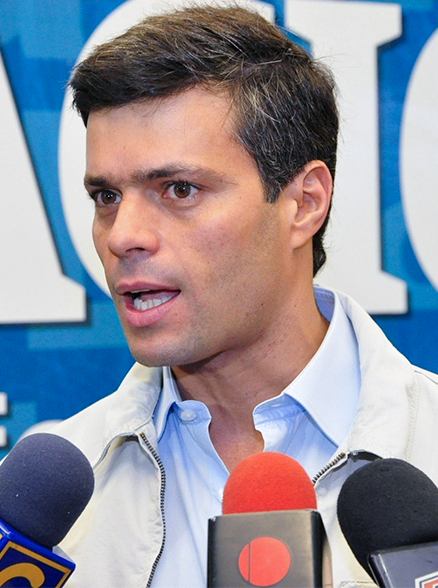
Leopoldo López (2012)

Leopoldo López Mendoza (* 29. April 1971 in Caracas) ist ein venezolanischer Politiker. Er war von 2000 bis 2008 Bürgermeister des Municipios Chacao, eine der fünf Gemeinden von Groß-Caracas. López ist seit 2009 Vorsitzender der Oppositionspartei Voluntad Popular. Er spielte eine führende Rolle bei den regierungskritischen Protesten 2014.
Er wurde seither mehrmals inhaftiert, war 2015 zu 13 Jahren Freiheitsstrafe verurteilt und 2017 aus dem Gefängnis in einen Hausarrest überstellt worden. Menschenrechtsorganisationen bezeichneten ihn als politischen Gefangenen. Am 30. April 2019 wurde er von nicht regierungstreuen Soldaten befreit und gelangte nach einigen Beteiligungen an Protesten in die spanische Botschaft, aus der er im Oktober 2020 ins Ausland flüchtete.

## Leben
Leopoldo López Vater, der spanische-Venezolaner Leopoldo López Gil, war Redakteur bei El Nacional und wurde mit den Wahlen im Jahr 2019 Mitglied des Europäischen Parlaments.
López, der zwei Schwestern hat, verbrachte seine Jugend in Caracas. Von 1989 bis 1993 studierte er am Kenyon College im US-Bundesstaat Ohio Soziologie. Er schloss ein Aufbaustudium an der Kennedy School of Government der Harvard University an, das er im Jahr 1996 mit einem Master of Public Policy abschloss.
Im Jahr 2000 war er einer der Gründer der Partei Primero Justicia. Von 2000 bis 2008 war er Bürgermeister von Chacao de Caracas. Bei der ersten Wahl wurde er mit einer Stimmenmehrheit von 51 % gewählt. Bei seiner Wiederwahl 2004 betrug sein Stimmenanteil 79,5 %.
Beim Putschversuch gegen Hugo Chávez im Jahr 2002 gehörte López zu jenen, die gegen Chávez auf die Straße gingen. Er ist einer der Unterzeichner des so genannten „Carmona-Dekrets“, welches die Putsch-Regierung unter Pedro Carmona legitimieren sollte.
2007 heiratete López die Radio- und Fernsehmoderatorin und ehemalige Kitesurfing-Meisterin Lilian Tintori. Die beiden haben eine Tochter und einen Sohn.
Im Dezember 2009 gründete er die Partei Voluntad Popular (Volkes Wille). Zur Präsidentschaftswahl im Oktober 2012 hatte López zunächst seine Kandidatur erklärt. Dann zog er diese jedoch zurück und unterstützte Henrique Capriles.

### Entzug des passiven Wahlrechts
2008 entzog ihm der Oberste Rechnungsprüfer Venezuelas, Clodosbaldo Russián, wegen Veruntreuung öffentlicher Gelder in zwei Fällen das passive Wahlrecht. Dies verbot ihm bis 2014, öffentliche Ämter zu bekleiden. Als Bürgermeister von Chacao war er 2005 zusammen mit 427 anderen Politikern beider politischer Lager wegen Korruption angeklagt worden. Er wurde nicht rechtskräftig verurteilt, weil es sich um eine „administrative Strafe“ handelt, die im venezolanischen Anti-Korruptionsgesetz vorgesehen ist.
Im September 2011 verurteilte der Interamerikanische Gerichtshof für  Menschenrechte die Strafe als illegal, weil lediglich ein ordentliches Gericht in einem Strafprozess eine solche Strafe verhängen könne. Der Gerichtshof äußerte sich jedoch nicht zur Korrektheit der Korruptionsvorwürfe gegen López. Das Oberste Gericht in Venezuela bezeichnete das Urteil aber als „nicht umsetzbar“.
Die Menschenrechtsorganisation Human Rights Watch wirft dem Obersten venezolanischen Gericht vor, die „politische Agenda“ von Hugo Chávez zu schützen, statt Recht zu sprechen. Das Carter Center veröffentlichte einen offenen Brief, in dem es heißt, Venezuela sei das einzige Land, abgesehen von den Militärtribunalen des Regimes von Alberto Fujimori in Peru, welches Entscheidungen des Interamerikanischen Gerichtshofs für Menschenrechte zurückgewiesen habe.

### Inhaftierung und Hausarrest
Seit dem 12. Februar 2014 kam es in Venezuela zu Studentenprotesten wegen der aus Sicht der Protestierenden verfehlten Wirtschaftspolitik unter Präsident Nicolás Maduro, zu denen unter anderen auch Leopoldo López aufgerufen hatte (siehe Proteste in Venezuela 2014). Dabei kam es gleich am ersten Protesttag zu drei Toten, darunter ein Regierungs- und zwei Oppositionsanhänger. Wegen des Verdachts, für zwei der Toten verantwortlich zu sein, wurden acht Mitglieder des Inlandsgeheimdienstes Sebin festgenommen. Der Chef des Geheimdienstes wurde abgesetzt.
Die Staatsanwaltschaft beantragte wegen des Vorwurfs der Anstiftung zur Gewalt, der Mitgliedschaft in einer kriminellen Vereinigung, Mordes und Terrorismus Haftbefehl gegen López, der schließlich von einer Richterin ausgestellt wurde. López selber bestritt seine Schuld, stellte sich jedoch während einer weiteren Demonstration am 18. Februar den Behörden und wurde in ein Militärgefängnis außerhalb von Caracas verbracht. Der Untersuchungsrichter ließ die Anklagepunkte Mord und Terrorismus fallen, bestätigte jedoch die Untersuchungshaft wegen der restlichen Anklagepunkte. Ein für den 8. Mai 2014 anberaumter Haftprüfungstermin wurde kurzfristig verschoben.
Internationale Menschenrechtsorganisationen wie Amnesty International und Human Rights Watch forderten unterdessen die sofortige und bedingungslose Freilassung López’ oder eindeutige Beweise für seine Schuld. Nach Meinung dieser Organisationen habe López’ lediglich sein verfassungsmäßig verbrieftes Recht auf Meinungs- und Demonstrationsfreiheit ausgeübt. López’ Rolle als einer der führenden Sprecher der Opposition bei den weiter laufenden Protesten nahm von nun an seine Ehefrau Lilian Tintori ein, die so quasi über Nacht national und international bekannt wurde. Auch die Menschenrechtskommission der Vereinten Nationen stufte die Verhaftung als willkürlich ein und forderte eine Freilassung.
Am 10. September 2015 verurteilte ihn das Gericht in Caracas wegen Anstachelung zur Gewalt und Verschwörung zu 13 Jahren, neun Monaten und sieben Tagen Freiheitsstrafe. Seine Verteidigung kündigte Berufung gegen das Urteil an. Ein Amnestiegesetz der Oppositionsmehrheit im venezolanischen Parlament, das auch López zugutegekommen wäre, wurde im April 2016 vom Obersten Gerichtshof für ungültig erklärt.
Im Juli 2017 wurde er in Hausarrest verlegt; der Oberste Gerichtshof teilte mit, es gebe „Anzeichen von Unregelmäßigkeiten in seinem Fall“. Am 1. August 2017 ließ das Regime ihn erneut gefangen nehmen und ins Gefängnis Ramo Verde verbringen.
Vier Tage später, am 5. August 2017, wurde Leopoldo López aus dem Gefängnis entlassen und nach Hause gebracht, wo er seitdem unter Hausarrest stand.

### Verlassen des Hausarrests, Aufenthalt in Botschaften
Am 30. April 2019 erschien er nach einer symbolischen „Begnadigung“ durch Juan Guaidó bei der Luftwaffenbasis La Carlota in Caracas, nachdem er von einer Militäreinheit aus dem Hausarrest befreit worden war. Diosdado Cabello, der Vizepräsident der Sozialistischen Partei Venezuelas, bestätigte im Laufe des Tages, dass eine Einheit des Inlandgeheimdienstes Sebin die Befreiung von López erleichtert habe, was die New York Times als Beteiligung von nicht mehr regierungstreuen Angehörigen bei der Befreiung beschrieb. Am Tag danach wurde sein Wohnhaus laut Zeugen von Angehörigen des SEBIN geplündert; elektronische Geräte und auch Nahrungsmittel wurden gestohlen.
López rief das Volk Venezuelas auf, auf die Straße zu gehen, um die Veränderungen herbeizuführen, von denen alle träumten. Während der Massendemonstration dieses Tages, welche sich auf die östlichen Teile von Caracas um Chacao konzentrierte, hielt er sich zunächst als Gast in der chilenischen Botschaft auf, wo er sich entschied, in die spanische Botschaft umzuziehen. Er sei überzeugt, dass die Diktatur enden werde, dass es mehr Venezolaner gäbe, die ihr Land liebten als solche, welche mit ihrer Korruption das Land zerstörten. Im Oktober 2020 flüchtete er ins Ausland.